# Physoleucas
Physoleucas é um género botânico pertencente à família Lamiaceae.

## Espécies
- Physoleucas acrodonta
- Physoleucas arabica
- Physoleucas pachystachya
- Physoleucas schimperi